# Novi splošni katalog
Novi splošni katalog (angleško New General Catalogue, okrajšano NGC) je najbolj znan katalog deep sky objektov v ljubiteljski astronomiji. Vsebuje skoraj 8000 astronomskih teles. NGC je eden od največjih izčrpnih katalogov, saj vsebuje različna telesa in ne na primer le galaksij.
Katalog je sestavil dansko-irski astronom John Dreyer v 1880-ih, večinoma na podlagi opazovanj Williama Herschla. Katalog je pozneje za obdobje med letoma 1888 in 1905 razširil z Indeksnima katalogoma IC I in IC II, kjer je dodal skoraj 5000 teles.
Telesa na južnem nebu so v manjši meri katalogizirana, veliko pa jih je opazoval sir John Herschel v Južnoafriški republiki. NGC je vseboval veliko napak, ki jih je večinoma odpravil Popravljeni Novi splošni katalog (RNGC).